# Höstsäd

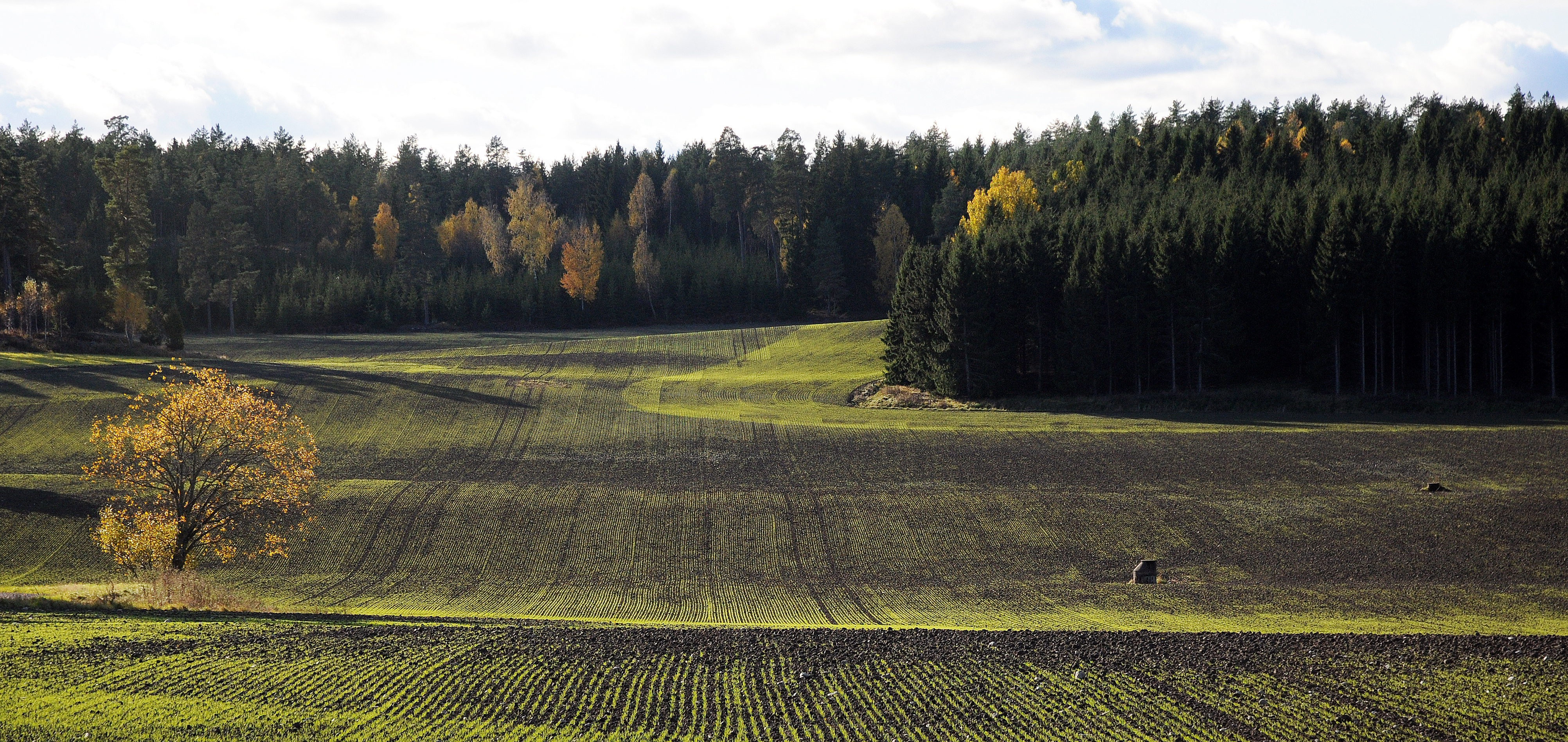
Höstsådd

Höstsäd är säd som sås på hösten och klarar en övervintring, innan den kan skördas nästkommande år. Ibland används också synonymen vintersäd. Många av de vanligaste sädesslagen och oljeväxterna finns både i höstformer och vårformer, till exempel vete, råg, rybs och raps. Utvintring innebär att höstsäden inte klarar vintern. Utvintrade delar av fälten får sås om med vårsäd.
Ordet "höstsäd" finns belagt i svenska språket sedan 1520.